# Jean Peterbroeck
Jean Léon Nestor Jules baron Peterbroeck est un homme d'affaires belge né en 1936 à Woluwe-Saint-Pierre dans la région de (Bruxelles) et mort le 27 mai 2011. Il fut notamment agent de change et administrateur de nombreuses sociétés.

## Biographie
Jean Peterbroeck naît le 7 juillet 1936 à Woluwe-Saint-Pierre.
Il est docteur en droit et licencié en sciences économiques de l'UCL. Il est également détenteur d'un MBA de Columbia.
Il est le fondateur de la société Petercam. Il fut administrateur de NYSE Euronext, CMB, Lhoist, etc. 
Il fut président honoraire de la Commission de la Bourse de Bruxelles.
À ce titre, il est le fondateur de l'indice BEL20.

## Distinctions
- Officier de l'Ordre de Léopold
- Chevalier de l'Ordre de la Couronne (Belgique)
- Chevalier de l'ordre équestre du Saint-Sépulcre de Jérusalem.

Il est anobli baron par le roi Albert II de Belgique le 18 juillet 1995. Sa devise est Obamorem Fortior.